# 田聖
田 聖（でん せい、? - 168年）は、後漢の桓帝の貴人（側室）。

## 生涯
後宮に入り、采女（後漢の皇帝の側女）となった。延熹8年（165年）、桓帝は2人目の皇后鄧猛女を廃した後、田聖を新たな皇后に立てようとした。しかし太尉の陳蕃が、田聖の卑賤の出自を危惧して諌めた。結局、大将軍竇武の娘の竇妙が皇后に立てられた。しかし桓帝は竇皇后を無視し、田聖をはじめ数多くの妃嬪を寵愛した。皇后は悲しんだが、我慢を重ねた。
永康元年冬、病状が重篤となった桓帝は、田聖など9人の妃嬪を貴人に進封した。同年12月28日（168年1月25日）、桓帝は崩御した。皇太后に尊封された竇妙が、ただちに桓帝の梓宮（棺）の前で田聖を殺した。さらに、ほかの貴人たちも皆殺しにしようとしたが、中常侍の管覇と蘇康が諫めて思いとどまらせた。